# نات وليامز
نات وليامز (بالإنجليزية: Nat Williams)‏ هو ضابط شرطة ‏ أمريكي، ولد في 18 مايو 1956 في مقاطعة إيست فيليكينا في الولايات المتحدة.